# Timokoponenia
Timokoponenia là một chi rêu trong họ Racopilaceae.